# Astragalus griffithii
Astragalus griffithii är en ärtväxtart som beskrevs av Aleksandr Andrejevitj Bunge. Astragalus griffithii ingår i släktet vedlar, och familjen ärtväxter. Inga underarter finns listade i Catalogue of Life.